# Krya Vrysi
Krya Vrysi (en griego: Κρύα Βρύση, romanizado: Krýa Vrýsi) es un pueblo de la comunidad municipal de Elliniko, unidad municipal de Argos, municipio de Argos-Micenas, unidad periférica de Argólida, periferia del Peloponeso, Grecia.   
Está ubicado en el lado norte del monte Ktenia a una altitud de 770 metros.En el censo de 2011 tenía 12 residentes.

## Población
Krya Vrysi experimentó un crecimiento demográfico significativo en el período 1879-1928, pero desde entonces su población se ha reducido drásticamente.